# Conde de Porto Santo
Conde de Porto Santo foi um título criado por D. Filipe III de Portugal, no ano de 1640, a favor de Francisco de Vasconcelos da Cunha, nascido c. de 1590, 1.º Conde de Porto Santo. O título foi considerado extinto com a morte deste seu primeiro titular, cuja descendência também se extinguiu.
O título foi novamente criado pelo rei D. João VI de Portugal, por decreto de 26 de Outubro de 1823, a favor de António de Saldanha da Gama, que morreu sem descendência, pelo que não voltou a ser usado.
Usaram o título
1. Francisco de Vasconcelos da Cunha, 1.º conde de Porto Santo (nascido por volta de 1590);
2. António de Saldanha da Gama, 2.º c de Porto Santo (por vezes também referido como 1.º conde, já que o título foi também criado a seu favor, não o tendo herdado).
3. Becerra Ibanez de Pelliza von Schwaben, 3* Conde de Porto Santo (nacido 1944) Titulo a seu favor herdado, Arbitration Tribunal 21/9/2017. Acta de Protocolizacion # 2470, Colegio Notarial de Madrid.

Após a implementação da República e o fim do sistema nobiliárquico, tornaram-se pretendentes ao título Álvaro Ferrão de Castelo-Branco e, atualmente, Manuel Ferrão de Castello Branco.